# Кукська мова
Кукська мова (маорі островів Кука, кукська маорі) — офіційна мова Островів Кука. Належить до полінезійської гілки  австронезійської сім'ї мов. Загальна кількість носіїв — 42 669 осіб. Традиційна назва — Māori Kūki' Āirani, хоча народ маорі островів Кука часто називає її Te reo Ipukarea, або  «мова предків». Кукська мова в більшій мірі споріднена таїтянській, маорійській, рапануйській мовам і в меншій мірі гавайській та маркізькій мовам.

## Статус
Кукська мова стала офіційною мовою самоврядної території у вільній асоціації з Новою Зеландією у 2003 році . Згідно  Акту Те-Рео-Маорі  від 2003 року маорі островів Кука:
- (А) має на увазі мову маорі (включаючи діалекти), яка використовується на островах Кука;
- (Б) а також мову пукапука, яка використовується на острові Пукапука; і
- (В) включає маорі, яка відповідає національним стандартам, схваленим головним регулюючим органом Kopapa.

## Діалекти

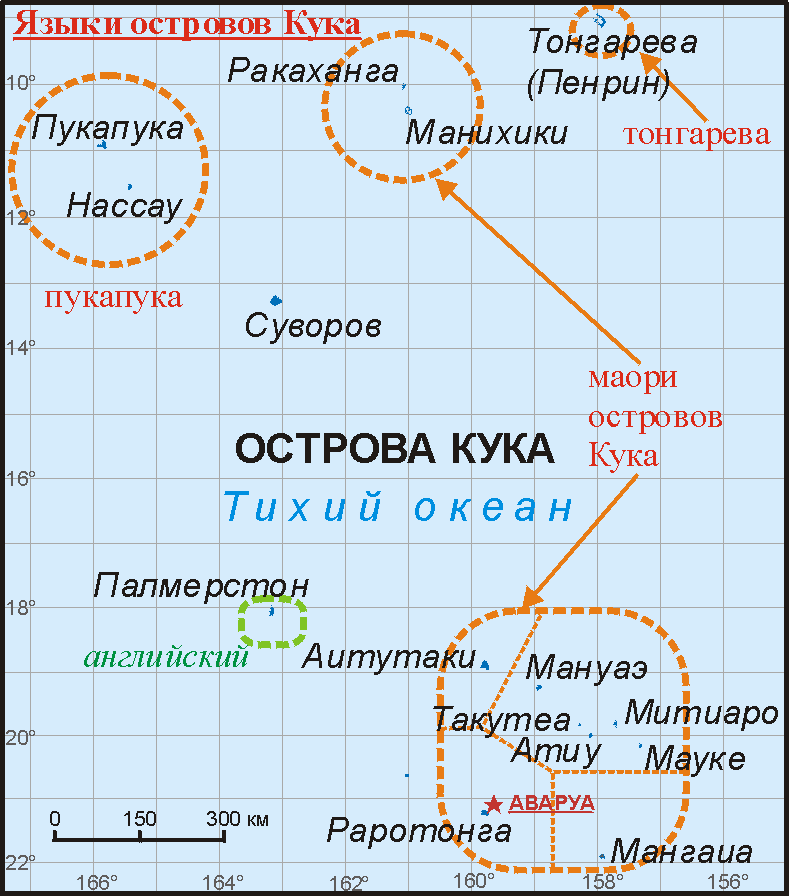
Мови островів Кука

З точки зору лінгвістів, кукська мова представлена двома групами діалектів - ракаханга-маніхікі (північна) і раротонга (південна або раротонга-мангайська), які раніше вважалися окремими мовами. Мова атола Тонгарева (Пенрин) вважається окремою близькоспорідненою мовою - тонгарева (пенринська), хоча уряд островів включає її в маорі островів Кука.